# Marjan Jeločnik
Marjan Jeločnik, slovenski telovadec, pedagog in publicist, 21. marec 1916, Ljubljana, † 28. september 1997, Ljubljana.
Diplomiral je leta 1962 na tedanji Visoki šoli za telesno kulturo v Ljubljani (sedaj Fakulteta za šport); tu je v letih 1960−1972 poučeval smučanje, vaje na orodju in parterno gimnastiko, od 1968 kot izredni profesor. V mladosti je bil aktiven športnik in leta 1946 član jugoslovanske državne reprezentance  v orodni telovadbi. Bil je pobudnik ustanovitve alpskih smučarskih šol in raziskovalec slovenskega športnega izrazja. Sam ali v soavtorstvu je napisal več učbenikov, priročnikov  in publikacij ter s tem pospešil razvoj smučanja v Sloveniji. Njegova bibliografija obsega 32 zapisov. 

## Izbrana bibliografija
- Šola alpskega smučanja (COBISS)
- Začetki in razvoj smučanja v Sloveniji in evolucija alpske smučarske tehnike (COBISS)
- Vaditelj smučanja : gradivo za teoretične izpite (COBISS)
- Športni razredi za alpsko smučanje (COBISS)